# Disphragis antistes
Disphragis antistes is een vlinder uit de familie van de tandvlinders (Notodontidae). De wetenschappelijke naam van de soort is, als Heterocampa antistes, voor het eerst geldig gepubliceerd in 1912 door William Schaus.

## Type
- syntypes: "males"
- instituut: USNM Smithsonian Institution, Washington, U.S.A.
- typelocatie: "Costa Rica, El Sitio".[2]